# Luženičky
Luženičky település Csehországban, a Domažlicei járásban. Luženičky Domažlice, Ždánov, Újezd, Meclov és Draženov településekkel határos. Lakosainak száma 432 fő (2024. január 1.).

## Népesség
A település lakosságának változását az alábbi diagram mutatja:
| Lakosok száma | 469  | 393  | 421  | 302  | 272  | 308  | 368  | 392  | 400  | 432  |
|               | 1869 | 1890 | 1921 | 1950 | 1980 | 2001 | 2017 | 2019 | 2022 | 2024 |